# Инда, Кристиан
Кристиан Самир Инда Бесерра (исп. Cristian Samir Inda Becerra; род. 7 октября 2007) — мексиканский футболист, полузащитник клуба «Гвадалахара».

## Клубная карьера
Инда — воспитанник клуба «Гвадалахара».

## Международная карьера
В 2023 году в составе юношеской сборной Мексики Инда выиграл юношеском Кубке КОНКАКАФ в Гватемале. На турнире он сыграл в матчах против сборных Кюрасао, Гватемалы, Никарагуа, Сальвадора, США и Панамы.

## Достижения
Международные
 Мексика (до 17)
- Победитель Юношеского кубка КОНКАКАФ — 2023